# 盖文启
盖文启（1973年12月—），山东费县人，1993年5月加入中国共产党，中华人民共和国地方政治人物。
毕业于北京大学，获理学博士。曾任海口市龙华区委副书记、区人民政府副区长、区长，海口市发展和改革局局长。2008年3月，当选共青团海南省委副书记。2013年4月，担任共青团海南省委书记。2019年6月，调任中共儋州市委副书记、政法委书记。2020年4月，任海南省农垦投资控股集团有限公司党委书记、董事长。2022年5月，任中共万宁市委书记（正厅级）。